# Spleettrommel
Een spleettrommel is een hol percussie-instrument, meestal uit bamboe of hout, waarvan de klank versterkt wordt door een of meer spleten.
De meeste spleettrommels hebben drie spleten in de vorm van een "H" gesneden. Als de daardoor gevormde tongen verschillende lengtes of diktes hebben, zal de trommel twee verschillende tonen produceren.
De uiteinden van de trommel worden afgesloten, zodat ze een resonantiekamer vormt voor de geluidstrillingen van de tongen. Als de resonantiekamer de juiste afmetingen heeft voor de toon die door de tong geproduceerd wordt, namelijk de lengte van één volledige golflengte voor die toon, dan zal het instrument krachtiger en meer efficiënt zijn.
De bewoners van Vanuatu in het bijzonder voorzien een groot blok van 'totem'-insnijdingen aan de buitenkant, en hollen het midden uit met enkel een spleet aan de voorkant.

## Lijst van spleettrommels
- Agung - Maguindanao (Filipijnen)
- Alimba - Democratische Republiek Congo
- Ekwe - Igbo
- Huiringua - Mexico
- Kagul - Maguindanao (Filipijnen)
- Krin of Kolokolos - Guinea
- Mondo - West-Afrika
- Mukoku - Yaka (Democratische Republiek Congo)
- Pate - Samoa, Cookeilanden, en andere delen van Polynesië
- Tagutok - Maranao (Filipijnen)
- Teponaztli - Meso-Amerika
- Vanuatuaanse spleettrommel - Vanuatu

## Fotogalerij

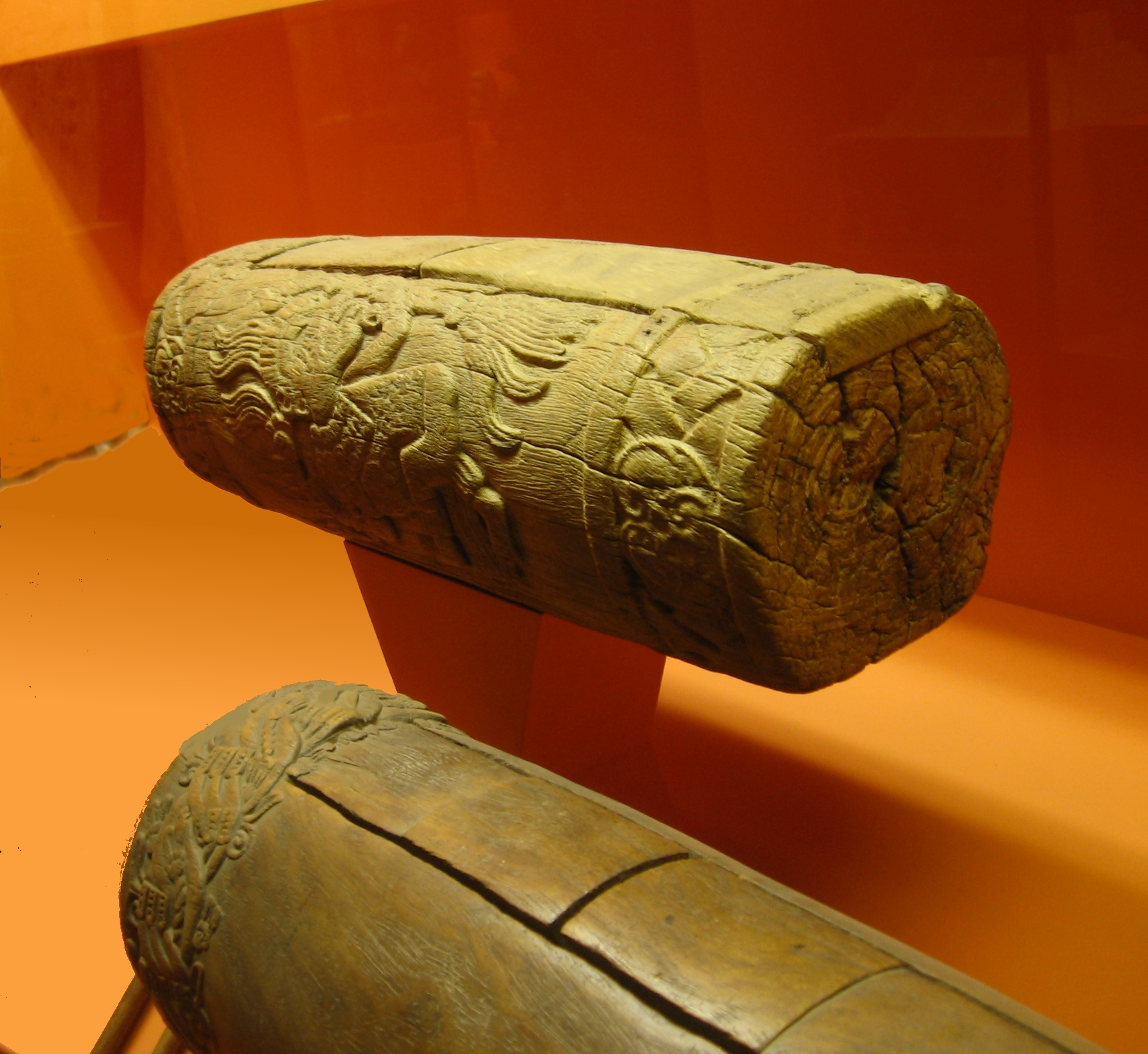
Twee spleettrommels van de Azteken, teponaztli genaamd. De typische "H"-spleten zijn zichtbaar vooraan aan de bovenkant.
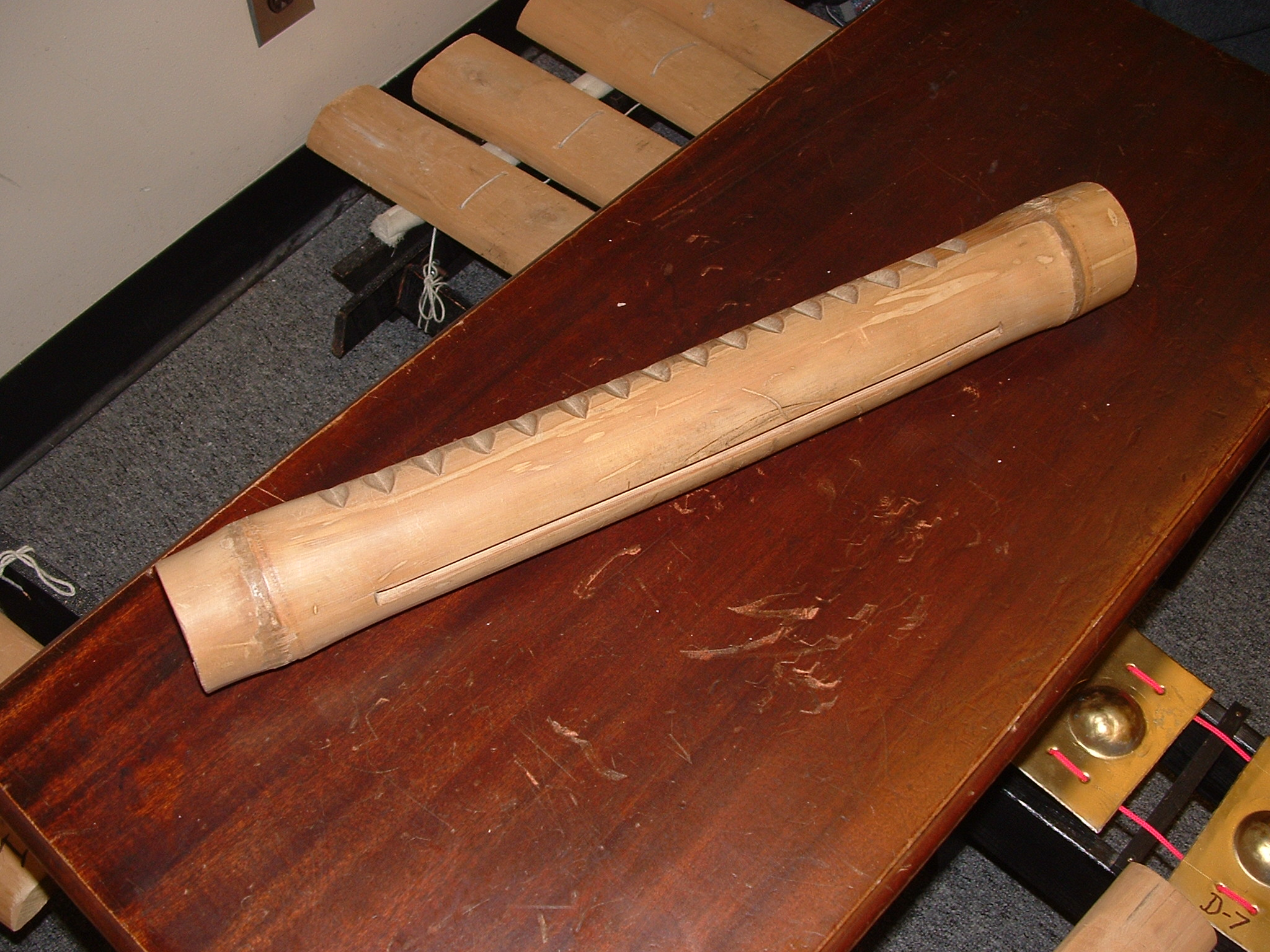
Voorbeeld van een spleettrommel uit de Filipijnen, kagul genoemd door de inwoners van Maguindanao
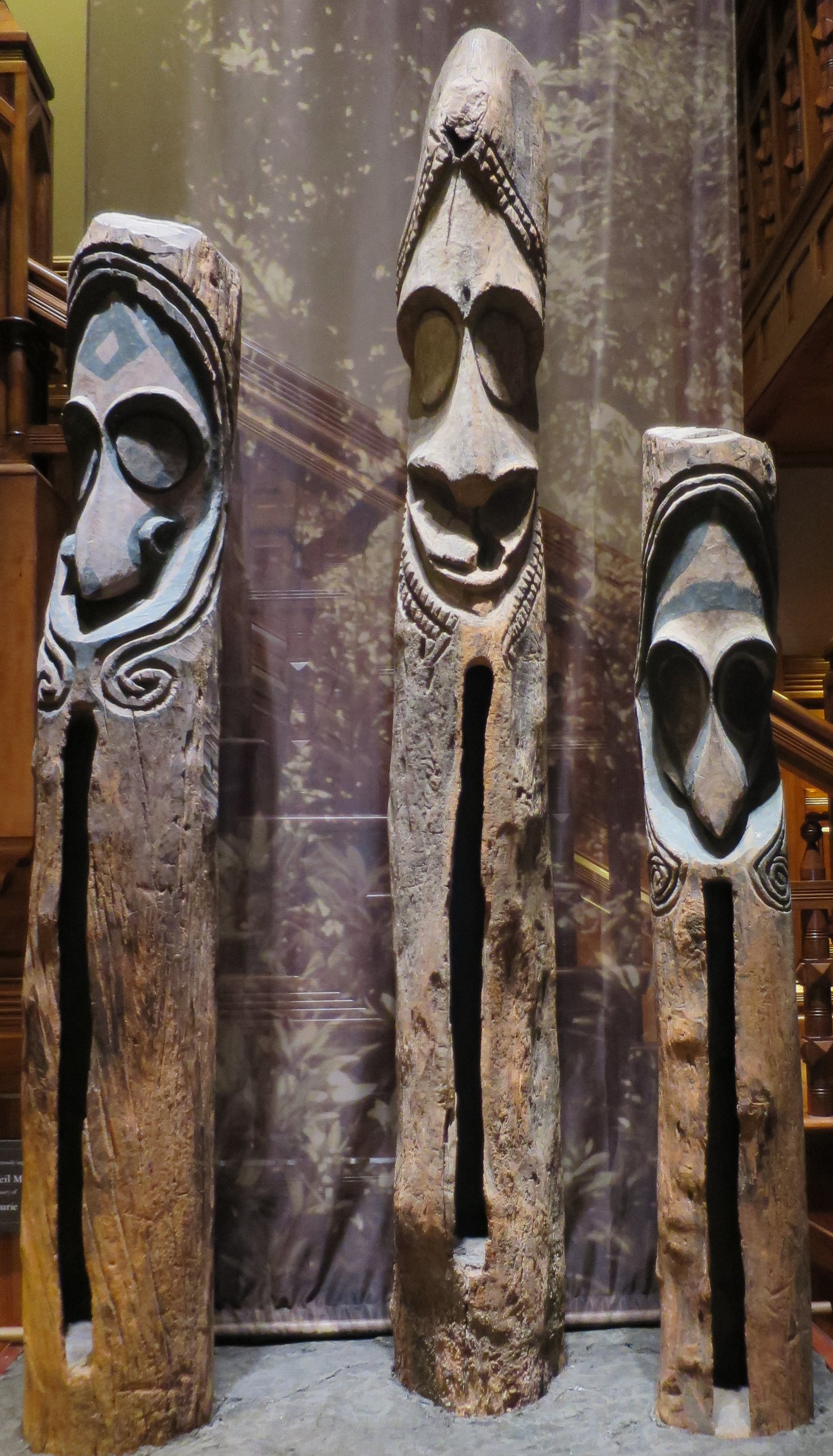
Houten spleettrommels uit Vanuatu, Bernice P. Bishop Museum
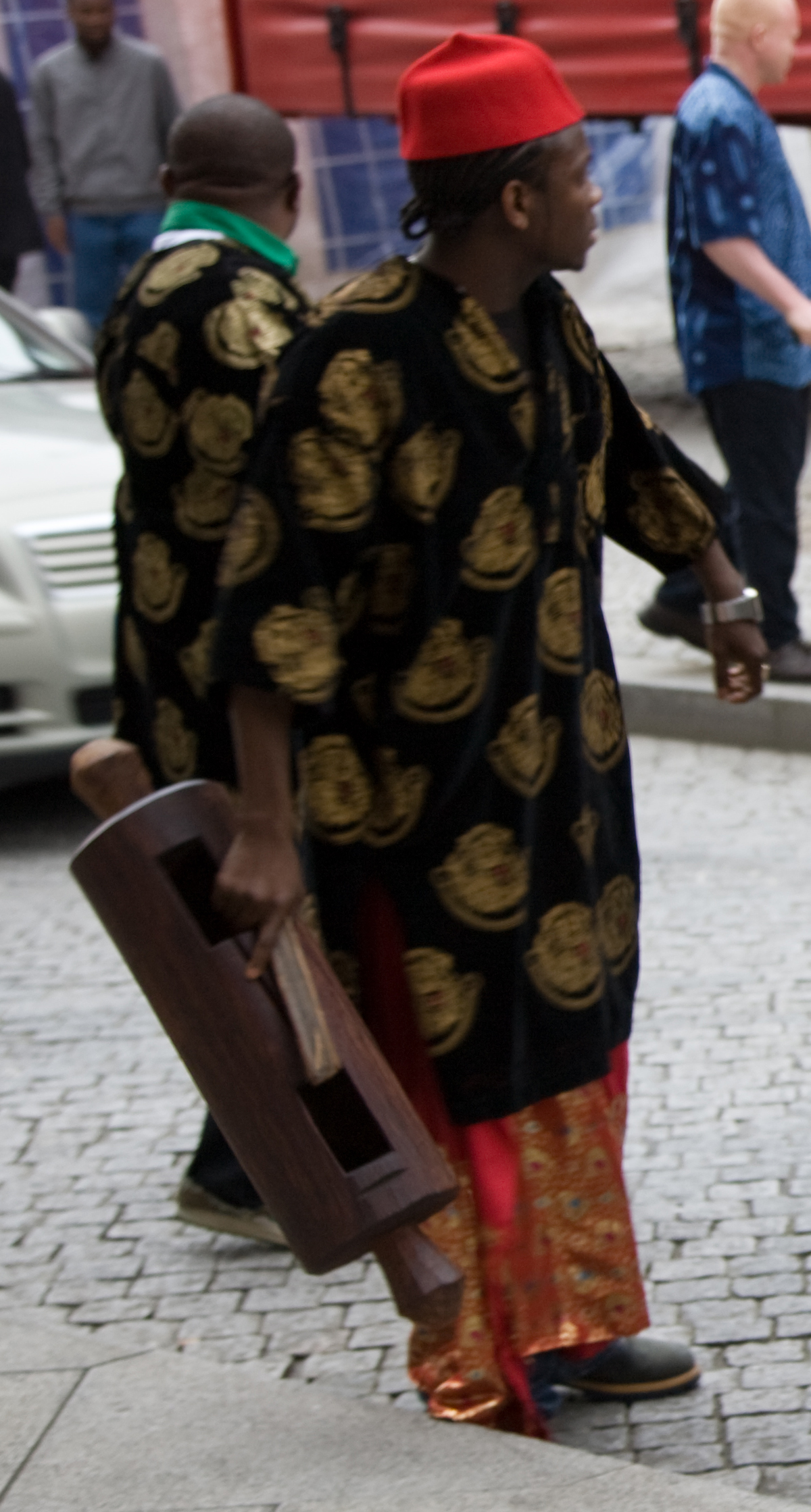
Ekwe-trommel van de Igbo.